# قلعه رحمانیه
قلعهٔ رحمانیه یا قلعهٔ رحمان‌گِرد؛ نام قلعه‌ای تاریخی مربوط به سدهٔ ۸ تا ۱۲ قمری (دورهٔ تیموری) است و در شهرستان بردسکن، بخش شهرآباد، روستای رحمانیه واقع شده و این اثر در تاریخ ۱۷ مرداد ۱۳۸۳ با شمارهٔ ثبت ۱۱۰۳۵ به‌عنوان یکی از آثار ملی ایران به ثبت رسیده است.
این قلعه دارای پلانی دایره‌ای (گِرد) شکل می‌باشد که نحوه قرار گرفتن آن در ارتفاع موید این نکته است که قلعهٔ رحمانیه یکی از ابنیه نظامی و مستحکم دوران خود بوده است. فضاهای داخلی نیز به صورت دایره‌ای و متحدالمرکز ساخته شده‌اند و در ساختار آن از ملاتهٔ کاه‌گل و خشت استفاده شده است.